# Ludwig Schröter (Landrat)
Ludwig Hermann Alexander Schröter (* 6. November 1886 in Guben; † 14. Juli 1973 in Stuttgart) war ein deutscher Beamter und Landrat.

## Leben und Beruf
Schröter wuchs als Sohn eines Fabrikbesitzers auf. Er besuchte das Gymnasium in Frankfurt (Oder) und das Stadtgymnasium in Stettin. Anschließend studierte er Rechtswissenschaften und Volkswirtschaftslehre in Lausanne, München und Berlin. 1908 trat er in den Militärdienst, während des Ersten Weltkriegs war er in der Verwaltung tätig. Nach Kriegsende war er an der Abwicklung des militärischen Verwaltungsdienstes beteiligt.
1920 übernahm Schröter eine Stelle im Preußischen Innenministerium und begann seine Vorbereitungszeit beim Landratsamt Hirschberg. 1923 erhielt er die Befähigung für den höheren Verwaltungsdienst.
Nach seiner Entlassung aus dem Landratsamt war Schröter zunächst arbeitslos und übernahm Gelegenheitsarbeiten. Im Juni 1938 wurde er von der Wehrmacht in den Militärdienst einberufen, wo er den Bürodienst leitete. Aufgrund politischer Unzuverlässigkeit wurde er jedoch bald wieder entlassen.
Im April 1948, nach dem Ausscheiden aus dem Landratsamt, erhielt Schröter eine Anstellung beim Ministerium für politische Befreiung des Landes Württemberg-Baden und wurde Vorsitzender einer Berufungskammer, kurz darauf der Zentralberufungskammer in Ludwigsburg. Im Oktober 1949 wurde er innerhalb des Ministeriums für politische Befreiung zum Leiter der Kopfstelle berufen, kurz darauf erhielt er die Dienstbezeichnung "Regierungsdirektor". Im Oktober 1950 wechselte er in das württemberg-badische Innenministerium, war dort Hauptberichterstatter und Regierungsdirektor. Nach der Gründung Baden-Württembergs 1952 wurde er in das Justizministerium des neu gebildeten Landes berufen.

## Politik
Im Juni 1921, während seiner Vorbereitungszeit, wurde Schröter zum Landrat des Kreises Schönau an der Katzbach ernannt. 1925 übernahm er dieses Amt im Kreis Görlitz. Am 28. Februar 1933 wurde er aus politischen Gründen als Landrat zunächst beurlaubt, ehe er am 8. März in den einstweiligen Ruhestand und am 28. Juli aus dem Dienst entlassen wurde.
Nach Ende des Zweiten Weltkriegs wurde Schröter Landrat des württembergischen Landkreises Leonberg, im Juli 1945 wurde er von der US-amerikanischen Militärregierung offiziell eingesetzt. In dieser Funktion gehörte er auch der Vorläufigen Volksvertretung für Württemberg-Baden an. Das Amt hatte er bis 1948 inne. Daneben gehörte er dem Verwaltungsrat der Kreissparkasse Leonberg an.